# Ariane 5
Ariane 5 era un lanciatore sviluppato e costruito sotto autorizzazione dell'Agenzia Spaziale Europea (ESA) dalla EADS SPACE Transportation, il contrattista principale nonché capofila di molti subappaltatori. Le operazioni di lancio e di marketing erano gestite dalla Arianespace, una sussidiaria dell'ESA che utilizza come base di lancio il Centro spaziale guyanese a Kourou nella Guyana francese.
Succede al razzo Ariane 4, sebbene non vi derivi direttamente. Lo sviluppo del lanciatore è durato dieci anni ed è costato 7 miliardi di euro. L'ESA inizialmente sviluppò l'Ariane 5 come lanciatore per il mini shuttle europeo Hermes, ma quando il progetto dell'Hermes venne accantonato si decise di trasformare il lanciatore in un razzo prettamente commerciale.
L'utilizzo primario dell'Ariane 5 è il posizionamento in orbita geostazionaria dei satelliti. Due satelliti possono essere caricati utilizzando il caricatore Sylda. Si possono caricare anche tre satelliti, se di peso e dimensioni abbastanza ridotte. Fino a otto carichi secondari possono essere trasportati, principalmente piccoli carichi con esperimenti o microsatelliti che vengono caricati con il caricatore ASAP (Ariane Structure for Auxiliary Payloads).

## Componenti
Lo stadio criogenico primario dell'Ariane è l'H158 (H173 per Ariane 5 ECA) e viene chiamato EPC (Étage Principal Cryotechnique/Primo stadio criogenico). Consiste in un grande serbatoio contenente due compartimenti. Il primo è riempito di ossigeno liquido e il secondo di idrogeno liquido. Questi propellenti vengono utilizzati dai motori Vulcain.
Attaccati ai lati del serbatoio si trovano i due razzi a propellente solido P238 (P241 per Ariane 5 ECA). Questi razzi vengono sganciati durante il volo e ritornano a terra grazie a dei paracadute, similmente ai booster a propellente solido (SRB, solid rocket boosters) del primo stadio dello Space Shuttle. Possono essere recuperati per essere esaminati ma non sono riutilizzabili.
Il secondo stadio è montato in testa al serbatoio e prima del carico utile. L'Ariane 5G utilizza il EPS (Étage à Propergols Stockables/Stadio a propellente immagazzinabile), che è alimentato a MMH e tetrossido di diazoto, mentre l'Ariane 5 ECA utilizza l'ESC (Étage Supérieur Cryotechnique/Stadio superiore criogenico), che è alimentato a idrogeno e ossigeno liquido. Il carico utile e le apparecchiature superiori sono protette da un guscio che si divide una volta che si è raggiunta una sufficiente altitudine.

## Varianti
La versione originale del razzo si chiamava Ariane 5G (Generic) e aveva una massa di 746 t. Era in grado di trasportare in orbita di trasferimento geostazionaria (GTO) 6000 kg e in orbita eliosincrona (SSO) 9500 kg.
Ariane 5G+ (Generic Plus) ha introdotto diverse modifiche, come ugelli di scarico dei booster EAP più leggeri, due serbatoi della MMH con una capienza aumentata di 300 kg e una nuova struttura in materiali compositi del compartimento del carico utile. La variante G+ poteva lanciare in orbita di trasferimento geostazionaria 150 kg di carico in più. Nell'anno 2004 è stato utilizzato tre volte ed è stato sostituito dalla variante GS che utilizza 5 razzi a propellente solido del modello ECA.
Ariane 5 GS, derivata dalla versione G, è stata utilizzata al termine dei lanci della serie G+. Questa versione introduceva altre modifiche come una maggiore quantità di propellente nei booster EAP. La massa del lanciatore in questa versione era di 750 t ed era in grado di portare un carico di 6700 kg in orbita di trasferimento geostazionaria (GTO).
Ariane 5 ECA (Evolved Cryogenic, model A) è la variante con il massimo carico utile. È in grado di lanciare 10000 kg in GTO con due satelliti o 10500 kg con un singolo satellite. Questa variante utilizza il nuovo motore per il primo stadio Vulcain 2 e l'ESC-A come secondo stadio, alimentato da un motore HM-7B pesante 4540 kg e trasportante 14900 kg di propellente criogenico. Questo secondo stadio veniva usato precedentemente come terzo stadio del razzo Ariane 4. Nella variante ECA utilizza dei serbatoi modificati e accorciati per farli rientrare nello stadio. La nuova versione del Vulcain utilizza ugelli più lunghi e fornisce un ciclo molto più efficiente con il denso propellente utilizzato. Il nuovo motore ha richiesto delle modifiche al serbatoio del primo stadio. I razzi a propellente solido utilizzano un nuovo tipo di collegamento che permette di racchiudere più propellente.
Ariane 5 ES (Evolution Storable) era la versione progettata per il lancio dell'Automated Transfer Vehicle (ATV). Consisteva nel miglioramento del motore Vulcain 2 per il primo stadio e nella sostituzione del secondo stadio ESC-A con lo uno stadio EPS della versione GS in grado di essere riacceso in orbita. È stata utilizzata per portare l'Automated Transfer Vehicle (ATV) in un'orbita terrestre bassa (LEO) circolare con altezza di 260 km e inclinazione di 51,6°. Oltre alle missioni ATV, la versione ES è stata impiegata tre volte per lanciare i satelliti Galileo.
Ariane 5 ME (Mid-life Evolution) era una versione in sviluppo fino al 2014, quando i fondi sono stati spostati sullo sviluppo dell'Ariane 6.

## Sviluppi futuri
Ariane 5 ECB venne previsto per essere dotato di uno stadio superiore dotato del nuovo motore Vinci, un motore a ciclo espanso. La capacità di trasferimento in orbita geostazionaria si sarebbe innalzata fino a 12000 kg, ma il progetto venne bloccato per i tagli al budget. Il progetto venne definitivamente cancellato nel maggio del 2005, per mancanza di mercato per lanciatori di questo tipo. Il motore Vinci, che doveva alimentare lo stadio superiore, è tuttora in sviluppo sebbene molto lentamente.
Considerando che l'unica significativa differenza tra il modello ECA ed il modello ECB è il motore dello stadio superiore, si può presumere che in futuro sarà disponibile un nuovo modello dotato di maggior capacità di carico. Nel 2012 il progetto ECB venne ripreso con il nome di Ariane 5 ME (Mid-life Evolution), fortemente sostenuto dalla Germania. La CNES invece insisteva nel progettare un lanciatore tutto nuovo, l'Ariane 6. L'ESA ha cominciato quindi degli studi per scegliere il vettore da sviluppare, e alla fine, nel novembre 2014, ha vinto la CNES. Quindi non sono previste nuove versioni dell'Ariane 5 fino all'entrata in servizio dell'Ariane 6, nel 2023.

## Storia dei lanci

Ariane 5 lancia la sonda Rosetta il 2 marzo 2004.

Il primo volo dell'Ariane 5 (VA-88) svoltosi il 4 giugno 1996 fallì e il razzo si autodistrusse dopo 40 secondi dal lancio per via di un malfunzionamento del software di controllo, generato da uno dei più famosi bug della storia. Un dato a 64 bit in virgola mobile, che rappresentava la velocità orizzontale rispetto alla piattaforma di lancio, venne convertito in un intero a 16 bit con segno, questa operazione causò una trap del processore (operazione errata): il numero in virgola mobile era troppo grande per poter essere rappresentato con un intero a 16 bit. Motivi di efficienza avevano spinto i progettisti a disabilitare il controllo software (scritto in Ada) sulle trap, anche se altre conversioni simili nel codice erano corrette. Questo errore scatenò una reazione a catena che causò poi la deviazione distruttiva del razzo a causa delle enormi forze aerodinamiche. Fu necessario quasi un anno e mezzo per capire quale fosse stato il malfunzionamento che aveva portato alla distruzione del razzo.
Il secondo volo di test L502 si svolse il 30 ottobre 1997 e fu un parziale fallimento: l'ugello del Vulcain produsse una vibrazione pericolosa che causò lo spegnimento del motore; gli stadi successivi lavorarono correttamente portando in orbita il carico ma non raggiungendo l'altezza prevista.
Il lancio seguente avvenuto il 21 ottobre 1998 fu un successo e il primo lancio commerciale avvenne il 10 dicembre 1999 con il lancio dell'osservatorio a raggi X XMM-Newton.
Un altro fallimento parziale si è avuto il 12 luglio 2001 quando il razzo pose in un'orbita errata due satelliti; i satelliti si trovavano a metà dell'altezza prevista per l'orbita geostazionaria. Il satellite di telecomunicazioni Artemis dell'ESA, utilizzando il suo motore sperimentale a ioni, raggiunse l'orbita corretta il 31 gennaio 2003.
Il lancio successivo si svolse il 1º marzo 2002 quando il satellite Envisat venne lanciato correttamente in un'orbita di 800 km. Era l'undicesimo lancio dell'Ariane 5 e rappresentava il massimo carico mai trasportato dal progetto, 8500 kg.

Ariane 5 durante il lancio 165.

Il primo lancio della variante ECA avvenne l'11 dicembre 2002 e fu un fallimento per via di un problema al gruppo di motori principali che mandò il razzo fuori strada, forzando il sistema all'autodistruzione tre minuti dopo il lancio. I due satelliti per telecomunicazioni (Stentor e Hot Bird 7), del valore di circa 630 milioni di euro, andarono distrutti. Il guasto venne prodotto dalla rottura di un tubo contenente refrigerante, cosa che causò il surriscaldamento degli ugelli. Dopo questo incidente Arianespace ritardò la prevista missione Rosetta che doveva partire nel gennaio del 2003. La missione venne spostata al 26 febbraio 2003 ma in seguito venne spostata al marzo 2004 per via di alcuni difetti minori riscontrati nella gommapiuma che protegge i serbatoi criogenici dell'Ariane 5.
Il 27 settembre 2003 l'ultimo Ariane 5 G lanciò tre satelliti (Inclusa SMART-1, la prima sonda lunare di costruzione europea) nel volo 162. Il 18 luglio 2004 Ariane 5 G+ ha trasportato il pesante satellite di telecomunicazioni Anik F2 dal peso di 6 000 kg.
Il primo lancio corretto dell'Ariane 5 ECA è avvenuto il 12 febbraio 2005. Il carico consisteva nel satellite militare per telecomunicazioni XTAR-EUR, nel piccolo satellite SLOSHSAT per uso scientifico e nel MaqSat B2 un simulatore di carico. Il lancio era inizialmente previsto per l'ottobre 2004, ma delle verifiche addizionali e un lancio richiesto dai militari (il satellite Helios 2A) hanno costretto a posticipare il lancio.
L'11 agosto 2005 avvenne il primo volo della versione GS (con i razzi ausiliari EAP P241), nel quale l'Ariane 5 portò in orbita il satellite Thaicom 4, con una massa di 6505 kg, il carico più pesante lanciato fino ad allora.
Il 16 novembre dello stesso anno, nel terzo lancio della variante ECA, vennero portati in orbita i due satelliti Spaceway F2 di DirecTV e Telkom-2 di PT Telekomunikasi, per un totale di 8000 kg, stabilendo il record per il carico doppio più pesante.
Il 27 maggio 2006, un lanciatore ECA segnò un nuovo record di carico, con i satelliti Thaicom 5 e Eutelsat 113 West A, che totalizzavano una massa di 8200 kg.
Quest'ultimo primato è stato superato il 4 maggio 2007, quando l'Ariane 5 ECA portò in orbita i satelliti per telecomunicazioni Astra 1L e Galaxy 17, che assieme raggiungevano una massa di 8605 kg, con una massa totale del carico di 9402 kg.
Il record fu nuovamente superato nel lancio dell'11 novembre, quando la variante ECA portò in orbita i satelliti Skynet 5B e Star One C1, con una massa complessiva di 9535 kg.
Il 9 marzo 2008 venne utilizzata per la prima volta la versione ES, che portò in orbita la navetta ATV chiamata ATV-001 Jules Verne. L'ATV, il carico utile più pesante mai lanciato da un razzo europeo, trasportò rifornimenti alla Stazione spaziale internazionale comprendenti propellente, acqua, aria, componenti di ricambio ed esperimenti scientifici. Questa missione è stata la prima in cui lo stadio superiore con propulsore Aestus è stato spento e successivamente riacceso, mentre il propulsore HM7-B dello stadio superiore della variante ECA non possiede questa capacità.
Il 1 luglio 2009, un Ariane 5 ECA lanciò in orbita il satellite TerreStar-1 (successivamente rinominato EchoStar T1) che allora, con una massa di 6910 kg, era il più grande satellite commerciale per telecomunicazioni mai costruito. Questo primato venne superato a luglio 2018 dal lancio di un Falcon 9 che portò in orbita il satellite Telstar 19V, del peso di 7080 kg, che tuttavia fu inserito in un'orbita a minore energia rispetto a quella di trasferimento in orbita geostazionaria (GTO) con un apogeo iniziale di circa 17900 km.
A partire dal lancio VA-253 del 15 agosto 2020, l'Ariane 5 venne ad aumentare la capacità di carico di circa 85 kg, tramite l'impiego di un compartimento dell'avionica e del sistema di guida più leggero e grazie ad una modifica alla carenatura di carico utile richiesta per il lancio del telescopio spaziale James Webb. In questa missione venne anche aggiornato il sistema di posizionamento per poter utilizzare i satelliti Galileo.
Il 25 dicembre 2021 il telescopio spaziale James Webb fu lanciato verso un'orbita halo attorno al punto di Lagrange L2. La precisione dell'Ariane 5 ha permesso di risparmiare il propellente del telescopio spaziale necessario per mantenere la posizione dello stesso, e di conseguenza di raddoppiare la sua vita operativa.
L'ultimo lancio dell'Ariane 5 (VA261) è stato effettuato il 6 luglio 2023 alle 0:00 CEST.

## Lanci
| Volo N° | Data e Ora (UTC) | Numero seriale           | Carico utile                                                                            | Orbita                         | Cliente                                                                                        | Massa del carico utile                        | Esito missione      |
| ------- | --- | ------------------------ | --------------------------------------------------------------------------------------- | ------------------------------ | ---------------------------------------------------------------------------------------------- | --------------------------------------------- | ------------------- |
| 1       | 4 giugno 1996 12:34 | V-88 Ariane 5 G 501      | Cluster (4 satelliti)                                                                   | HEO                            | ESA                                                                                            | 1200 kg                                       | Fallito             |
| 1       | Il carico trasportato era una costellazione di quattro satelliti per lo studio della magnetosfera terrestre. Poco dopo il lancio, ad una altezza di 3,5 km, gli ugelli si sono orientati in modo da inclinare improvvisamente il vettore. Il carico aerodinamico ha quindi causato il suo cedimento, e i sistemi di sicurezza interni hanno attivato l'autodistruzione. Le indagini sull'incidente hanno determinato che la causa era dovuta ad un bug del software. Nel 1997 l'agenzia europea ha deciso di costruire altri quattro satelliti identici che sono stati lanciati in coppie a luglio e agosto 2000.                                         |                          |                                                                                         |                                |                                                                                                |                                               |                     |
| 2       | 30 ottobre 1997 13:43 | V-101 Ariane 5 G 502     | MaqSat-H/TEAMSAT MaqSat-B YES                                                           | GTO                            |                                                                                                | 2290 kg (MaqSat-H/TEAMSAT) 2340 kg (MaqSat-B) | Parziale fallimento |
| 2       | MaqSat-H/TEAMSAT e MaqSat-B erano due satelliti mockup e avevano lo scopo di simulare la presenza di un vero satellite. Possedevano strumenti per la raccolta di dati come accelerazioni, vibrazioni, shock e rumore acustico durante i primi quattro minuti dopo il decollo. YES era un satellite sperimentale contenente diversi esperimenti sviluppati da studenti e ingegneri di varie nazioni europee. Il lanciatore ha raggiunto un'orbita più bassa del previsto a causa dello spegnimento prematuro del propulsore del primo stadio. |                          |                                                                                         |                                |                                                                                                |                                               |                     |
| 3       | 21 ottobre 1998 16:37 | V-112 Ariane 5 G 503     | MaqSat 3 ARD                                                                            | GTO                            | ESA                                                                                            | ~2600 kg (MaqSat 3) 2722 kg (ARD)             | Riuscito            |
| 3       | MaqSat 3 era un satellite mockup usato per simulare la presenza di un vero satellite. L'Advanced Reentry Demonstrator (ARD) era un veicolo suborbitale sperimentale per la validazione delle tecnologie relative al rientro atmosferico come i materiali per lo scudo termico. Giunto ad una altezza di 830 km, l'ARD ha effettuato un rientro atmosferico ed è ammarato nell'oceano Pacifico. L'ESA ha successivamente sviluppato un altro dimostratore tecnologico chiamato Intermediate eXperimental Vehicle (IVX). Le tecnologie di ARD e IVX sono state impiegate nello sviluppo del veicolo chiamato Space Rider, uno spazioplano europeo.          |                          |                                                                                         |                                |                                                                                                |                                               |                     |
| 4       | 10 dicembre 1999 14:32 | V-119 Ariane 5 G 504     | XMM-Newton                                                                              | HEO                            | ESA                                                                                            | 3800 kg                                       | Riuscito            |
| 4       | XMM-Newton è un telescopio spaziale a raggi X dell'agenzia spaziale europea in grado di rilevare fotoni con energie comprese tra 0,1 e 12 keV. |                          |                                                                                         |                                |                                                                                                |                                               |                     |
| 5       | 21 marzo 2000 23:28 | V-128 Ariane 5 G 505     | INSAT-3B AsiaStar                                                                       | GTO                            | INSAT 1worldspace                                                                              | ~5800 kg                                      | Riuscito            |
| 5       | INSAT-3B è un satellite per le telecomunicazioni indiano appartenente alla costellazione Indian National Satellite System, il primo di una costellazione di cinque satelliti. AsiaStar è un satellite per le telecomunicazioni operato da 1worldspace |                          |                                                                                         |                                |                                                                                                |                                               |                     |
| 6       | 14 settembre 2000 22:54 | V-130 Ariane 5 G 506     | Astra 2B AMC-7                                                                          | GTO                            | Société Européenne des Satellites (SES S.A.) SES S.A.                                          | ~4700 kg                                      | Riuscito            |
| 6       | Astra 2B è un satellite per le telecomunicazioni della Société Européenne des Satellites, ora SES S.A. AMC-7 è un satellite per le telecomunicazioni di SES S.A. |                          |                                                                                         |                                |                                                                                                |                                               |                     |
| 7       | 16 novembre 2000 01:07 | V-135 Ariane 5 G 507     | PanAmSat-1R (Intelsat 1R) Amsat-P3D (AMSAT-OSCAR 40) STRV 1C, STRV 1D                   | GTO                            | PanAmSat (Intelsat) AMASAT Defence Research Agency                                             | ~6600 kg                                      | Riuscito            |
| 7       | PanAmSat-1R è un satellite per le telecomunicazioni in banda C e in banda Ku. Dopo l'acquisizione, Intelsat ha successivamente modificato il nome in Intelsat 1R. Amsat-P3D, noto anche come Phase 3D e AMSAT-OSCAR 40 è un satellite per radioamatori. I satelliti STRV (Space Technology Research Vehicle) 1C e 1D erano due satelliti sperimentali dell'allora Defence Research Agency, una agenzia del Ministero della difesa britannico. |                          |                                                                                         |                                |                                                                                                |                                               |                     |
| 8       | 20 dicembre 2000 00:26 | V-138 Ariane 5 G 508     | Astra 2D AMC-8 LDREX                                                                    | GTO                            | Société Européenne des Satellites (SES S.A.) SES S.A. NASDA                                    | ~4700 kg                                      | Riuscito            |
| 8       | Astra 2D è un satellite per le telecomunicazioni della Société Européenne des Satellites, ora SAS S.A. AMC-8 è un satellite per le telecomunicazioni di SES S.A.. Il Large-scale Deployable Reflector Experiment Model (LDREX) era un dimostratore tecnologico per le telecomunicazioni dell'agenzia giapponese National Space Development Agency (NASDA). |                          |                                                                                         |                                |                                                                                                |                                               |                     |
| 9       | 8 marzo 2001 22:51 | V-140 Ariane 5 G 509     | Eurobird-1 (Eutelsat 33C) BSAT-2a                                                       | GTO                            | Eutelsat B-SAT                                                                                 | ~5400 kg                                      | Riuscito            |
| 9       | Eurobird-1 è un satellite per le telecomunicazioni di Eutelsat, rinominato a marzo 2012 in Eutelsat 28A e a luglio 2015 in Eutelsat 33C. BSAT-2a è un satellite per le telecomunicazioni della Broadcasting Satellite System Corporation (B-SAT). |                          |                                                                                         |                                |                                                                                                |                                               |                     |
| 10      | 12 luglio 2001 21:58 | V-142 Ariane 5 G 510     | Artemis BSAT-2b                                                                         | GTO (prevista) MEO (effettiva) | ESA Broadcasting Satellite System Corporation                                                  | ~5400 kg                                      | Fallimento parziale |
| 10      | A causa di un malfunzionamento nello stadio superiore, il lanciatore ha portato il satellite in un'orbita ellittica ad una altezza inferiore a quella prevista. Tramite i propulsori del satellite Artemis, a febbraio 2003 ha raggiunto l'orbita operativa.. Non è stato possibile recuperare il satellite BSAT-2b, che è rientrato nell'atmosfera distruggendosi a gennaio 2014. |                          |                                                                                         |                                |                                                                                                |                                               |                     |
| 11      | 1 marzo 2002 01:07 | V-145 Ariane 5 G 511     | Envisat                                                                                 | SSO                            | ESA                                                                                            | 8111 kg                                       | Riuscito            |
| 11      | Envisat era un satellite dell'agenzia spaziale europea per l'osservazione della Terra. La missione è terminata ad aprile 2012. |                          |                                                                                         |                                |                                                                                                |                                               |                     |
| 12      | 5 luglio 2002 23:22 | V-153 Ariane 5 G 512     | Stellat 5 N-STAR c                                                                      | GTO                            | Stellat (Eutelsat) NTT Mobile Communications Network                                           | ~6700 kg                                      | Riuscito            |
| 12      | Stellat 5 è un satellite per le telecomunicazioni. Dopo essere stata acquisita da Eutelsat, è stato rinominato in Atlantic Bird 3 e successivamente in Eutelsat 5 West A. N-Star c è un satellite per le telecomunicazioni di NTT Mobile Communications Network (NTT DoCoMo). |                          |                                                                                         |                                |                                                                                                |                                               |                     |
| 13      | 28 agosto 2002 22:45 | V-155 Ariane 5 G 513     | Atlantic Bird 1 (Eutelsat 12 West A) MSG-1 (Meteosat 8)                                 | GTO                            | Eutelsat EUMETSAT                                                                              | ~5800 kg                                      | Riuscito            |
| 13      | Atlantic Bird 1 è un satellite per le telecomunicazioni di Eutelsat, che è stato rinominato in Eutelsat 12 West A a marzo 2012. Il satellite MSG-1, rinominato in Meteosat 8, è il primo satellite meteorologico di seconda generazione di EUMETSAT, della costellazione Meteosat. |                          |                                                                                         |                                |                                                                                                |                                               |                     |
| 14      | 11 dicembre 2002 22:22 | V-157 Ariane 5 ECA 517   | Hot Bird 7 Stentor MFD-A MFD-B                                                          | GTO (prevista)                 | Eutelsat CNES/France Telecom                                                                   |                                               | Fallito             |
| 14      | Volo inaugurale della versione ECA dell'Ariane 5. Un malfunzionamento del primo stadio ha causato la distruzione del lanciatore. Hotbird 7 era un satellite per le telecomunicazioni, Stentor (Satellite de Télécommunications pour Expérimenter les Nouvelles Technologies en Orbite) era un satellite sperimentale per la dimostrazione tecnologica. MFD-A e MFD-B erano dei moduli dummy |                          |                                                                                         |                                |                                                                                                |                                               |                     |
| 15      | 9 aprile 2003 22:52 | V-160 Ariane 5 G 514     | INSAT-3A Galaxy 12                                                                      | GTO                            | INSAT Intelsat                                                                                 | ~5700 kg                                      | Riuscito            |
| 15      | INSAT-3A è un satellite multifunzione appartenente alla costellazione Indian National Satellite System. Galaxy 12 è un satellite per le telecomunicazioni di Hughes Communications, attualmente operato di Intelsat. |                          |                                                                                         |                                |                                                                                                |                                               |                     |
| 16      | 11 giugno 2003 22:38 | V-161 Ariane 5 G 515     | Optus C1 BSAT-2c                                                                        | GTO                            | Optus/Australian Defence Force Broadcasting Satellite System Corporation                       | ~7100 kg                                      | Riuscito            |
| 16      | Optus C1 è un satellite per le telecomunicazioni sia civili che militari utilizzato da Optus e dall'Australian Defence Force. BSAT-2c è un satellite per le telecomunicazioni in sostituzione del BSAT-2b, che non era utilizzabile a causa del parziale fallimento del lancio dell'Ariane 5 a luglio 2001. |                          |                                                                                         |                                |                                                                                                |                                               |                     |
| 17      | 27 settembre 2003 23:14 | V-162 Ariane 5 G 516     | INSAT-3E eBird-1 (Eutelsat 31A) SMART-1                                                 | GTO                            | ISRO Eutelsat ESA                                                                              | ~5600 kg                                      | Riuscito            |
| 17      | INSAT-3E è un satellite multifunzione appartenente alla costellazione Indian National Satellite System, operato dell'ISRO. eBird-1 è un stellite per le telecomunicazioni di Eutelsat, che è stato rinominato prima in Eutelsat 33A e poi in Eutelsat 31A. SMART-1 (Small Missions for Advanced Research in Technology) era una sonda lunare dell'agenzia spaziale europea. |                          |                                                                                         |                                |                                                                                                |                                               |                     |
| 18      | 2 marzo 2004 07:17 | V-158 Ariane 5 G+ 518    | Rosetta                                                                                 | Eliocentrica                   | ESA                                                                                            | 3011 kg                                       | Riuscito            |
| 18      | Volo inaugurale della versione G+ dell'Ariane 5. Rosetta era una sonda dell'ESA per lo studio della cometa 67P/Churyumov-Gerasimenko. |                          |                                                                                         |                                |                                                                                                |                                               |                     |
| 19      | 18 luglio 2004 00:44 | V-163 Ariane 5 G+ 519    | Anik F2                                                                                 | GTO                            | Telesat Canada                                                                                 | 5950 kg                                       | Riuscito            |
| 19      | Il satellite Anik F2 fa parte di una costellazione satellitare per le telecomunicazioni di Telesat Canada. |                          |                                                                                         |                                |                                                                                                |                                               |                     |
| 20      | 18 dicembre 2004 16:26 | V-165 Ariane 5 G+ 520    | Helios 2A Essaim-1, Essaim-2, Essaim-3, Essaim-4 PARASOL Nanosat 01                     | SSO                            | DGA INTA                                                                                       | 4200 kg                                       | Riuscito            |
| 20      | Ultimo volo della versione G+ di Ariane 5. Helios 2A è un satellite da ricognizione militare delle forze armate francesi.. I satelliti Essaim sono microsatelliti militari per la dimostrazione tecnologica. PARASOL (Polarization & Anisotropy of Reflectances for Atmospheric Sciences coupled with Observations from a Lidar) era un satellite sperimentale per l'osservazione della Terra. Nanosat 01 era un nanosatellite sviluppato dell'INTA per le telecomunicazioni. |                          |                                                                                         |                                |                                                                                                |                                               |                     |
| 21      | 12 febbraio 2005 21:03 | V-164 Ariane 5 ECA 521   | XTAR-EUR Maqsat-B2 Sloshsat-FLEVO                                                       | GTO                            | XTAR LLC ESA/ISA/NIVR                                                                          | ~8400 kg                                      | Riuscito            |
| 21      | XTAR-EUR è un satellite per le telecomunicazioni. SLOSHSAT-FLEVO (Sloshsat Facility for Liquid Experimentation and Verification in Orbit) è un microsatellite scientifico per un programma congiunto tra ESA, l'ISA e il NIVR. Maqsat-B2 era un satellite mockup. |                          |                                                                                         |                                |                                                                                                |                                               |                     |
| 22      | 11 agosto 2005 08:20 | V-166 Ariane 5 GS 523    | Thaicom 4                                                                               | GTO                            | Shin Satellite                                                                                 | 6485 kg                                       | Riuscito            |
| 22      | Volo inaugurale della versione GS dell'Ariane 5. Thaicom 4 è un satellite per le telecomunicazioni di Shin Satellite. |                          |                                                                                         |                                |                                                                                                |                                               |                     |
| 23      | 13 ottobre 2005 22:32 | V-168 Ariane 5 GS 524    | Syracuse 3A Galaxy 15                                                                   | GTO                            | DGA PanAmSat (Intelsat)                                                                        | ~6900 kg                                      | Riuscito            |
| 23      | Syracuse 3A è un satellite militare per le telecomunicazioni delle forze armate francesi. Galaxy 15 era un satellite per le telecomunicazioni di PanAmSat, ora Intelsat. |                          |                                                                                         |                                |                                                                                                |                                               |                     |
| 24      | 16 November 2005 23:46 | V-167 Ariane 5 ECA 522   | Spaceway-2 Telkom-2                                                                     | GTO                            | DirecTV Telkom Indonesia                                                                       | ~9100 kg                                      | Riuscito            |
| 24      | Spaceway-2 è un satellite per le telecomunicazioni di DirecTV. Telkom-2 è un satellite per le telecomunicazioni di Telkom Indonesia. |                          |                                                                                         |                                |                                                                                                |                                               |                     |
| 25      | 21 dicembre 2005 23:33 | V-169 Ariane 5 GS 525    | INSAT-4A MSG-2 (Meteosat 9)                                                             | GTO                            | INSAT ESA/EUMETSAT                                                                             | 6478 kg                                       | Riuscito            |
| 25      | INSAT-4A è un satellite per le telecomunicazioni appartenente alla costellazione Indian National Satellite System (INSAT). MGS-2 è un satellite meteorologico di seconda generazione sviluppato in collaborazione tra ESA e EUMETSAT, appartenente alla costellazione Meteosat, rinominato in Meteosat 9. |                          |                                                                                         |                                |                                                                                                |                                               |                     |
| 26      | 11 marzo 2006 22:33 | V-170 Ariane 5 ECA 527   | Spainsat Hot Bird 7A (Hotbird 13E)                                                      | GTO                            | Fuerzas Armadas de España Eutelsat                                                             | ~8700 kg                                      | Riuscito            |
| 26      | Spainsat è un satellite militare per le telecomunicazioni delle forze armate spagnole. Hot Bird 7A è un satellite per le telecomunicazioni di Eutelsat appartenente alla costellazione Hot Bird, rinominato in Hotbird 13E nel 2016. |                          |                                                                                         |                                |                                                                                                |                                               |                     |
| 27      | 27 maggio 2006 21:09 | V-171 Ariane 5 ECA 529   | Satmex-6 (Eutelsat 113 West A) Thaicom 5                                                | GTO                            | Satmex (Eutelsat) Thaicom                                                                      | 9172 kg                                       | Riuscito            |
| 27      | Satmex-6 è un satellite per le telecomunicazioni, originariamente per Satmex che è stata successivamente acquisita da Eutelsat. Il satellite è stato rinominato in Eutelsat 113 West A. Thaicom 5 era un satellite per le telecomunicazioni di Thaicom. |                          |                                                                                         |                                |                                                                                                |                                               |                     |
| 28      | 11 agosto 2006 22:15 | V-172 Ariane 5 ECA 531   | JCSAT-10 (JCSAT-3A) Syracuse 3B                                                         | GTO                            | SKY Perfect JSAT DGA                                                                           | ~8900 kg                                      | Riuscito            |
| 28      | JCSAT-10 è un satellite per le telecomunicazioni di SKY Perfect JSAT, rinominato in JCSAT-3A. Syracuse 3B è un satellite militare per le telecomunicazioni delle forze armate francesi. |                          |                                                                                         |                                |                                                                                                |                                               |                     |
| 29      | 13 ottobre 2006 20:56 | V-173 Ariane 5 ECA 533   | DirecTV-9S Optus D1 LDREX-2                                                             | GTO                            | DirecTV Optus JAXA                                                                             | ~9300 kg                                      | Riuscito            |
| 29      | DIRECTV 9S è un satellite per le telecomunicazioni di DirecTV. Optus D1 è un satellite per le telecomunicazioni utilizzato da Optus. LDREX-2 è un satellite sperimentale sviluppato dall'agenzia spaziale giapponese. |                          |                                                                                         |                                |                                                                                                |                                               |                     |
| 30      | 8 dicembre 2006 22:08 | V-174 Ariane 5 ECA 534   | WildBlue-1 AMC-18                                                                       | GTO                            | Viasat SES S.A.                                                                                | ~7800 kg                                      | Riuscito            |
| 30      | WildBlue-1 è un satellite per le telecomunicazioni di Viasat. AMC-18 è un satellite per le telecomunicazioni di SES S.A. |                          |                                                                                         |                                |                                                                                                |                                               |                     |
| 31      | 11 marzo 2007 22:03 | V-175 Ariane 5 ECA 535   | Skynet 5A INSAT-4B                                                                      | GTO                            | Ministero della difesa britannico INSAT                                                        | ~8600 kg                                      | Riuscito            |
| 31      | Skynet 5A è un satellite militare per le telecomunicazioni del Ministero della difesa britannico, appartenente alla costellazione Skynet. INSAT-4B è un satellite per le telecomunicazioni appartenente alla costellazione Indian National Satellite System (INSAT) |                          |                                                                                         |                                |                                                                                                |                                               |                     |
| 32      | 4 maggio 2007 22:29 | V-176 Ariane 5 ECA 536   | Astra 1L Galaxy 17                                                                      | GTO                            | SES S.A. PanAmSat (Intelsat)                                                                   | 9402 kg                                       | Riuscito            |
| 32      | Astra 1L è un satellite per le telecomunicazioni di SES S.A., della costellazione Astra. Galaxy 17 è un satellite per le telecomunicazioni di PanAmSat, ora Intelsat. |                          |                                                                                         |                                |                                                                                                |                                               |                     |
| 33      | 14 agosto 2007 23:44 | V-177 Ariane 5 ECA 537   | Spaceway-3 BSAT-3a                                                                      | GTO                            | Hughes Network Systems Broadcasting Satellite System Corporation                               | 8848 kg                                       | Riuscito            |
| 33      | Spacewat-3 è un satellite per le telecomunicazioni della costellazione satellitare Spaceway di Hughes Network Systems. BSAT-3a è un satellite per le telecomunicazioni di Broadcasting Satellite System Corporation (B-SAT) |                          |                                                                                         |                                |                                                                                                |                                               |                     |
| 34      | 5 ottobre 2007 22:02 | V-178 Ariane 5 GS 526    | Intelsat 11 Optus D2                                                                    | GTO                            | Intelsat Optus                                                                                 | 5857 kg                                       | Riuscito            |
| 34      | Intelsat 11 è un satellite per le telecomunicazioni di Intelsat. Optus D2 è un satellite per le telecomunicazioni utilizzato da Optus. |                          |                                                                                         |                                |                                                                                                |                                               |                     |
| 35      | 14 novembre 2007 22:03 | V-179 Ariane 5 ECA 538   | Skynet 5B Star One C1                                                                   | GTO                            | Ministero della difesa britannico Star One                                                     | 9535 kg                                       | Riuscito            |
| 35      | Skynet 5B è un satellite militare per le telecomunicazioni del Ministero della difesa britannico, appartenente alla costellazione Skynet. Star One C1 è un satellite per le telecomunicazioni di Star One. |                          |                                                                                         |                                |                                                                                                |                                               |                     |
| 36      | 21 dicembre 2007 21:41 | V-180 Ariane 5 GS 530    | Rascom-QAF1 Horizons-2                                                                  | GTO                            | Regional African Satellite Communication Organization Horizons Satellite                       | ~6500 kg                                      | Riuscito            |
| 36      | Rascom-QAF1 è un satellite per le telecomunicazioni della Regional African Satellite Communication Organization (RASCOM). Horizons-2 è un satellite per le telecomunicazioni di Horizons Satellite. |                          |                                                                                         |                                |                                                                                                |                                               |                     |
| 37      | 9 marzo 2008 04:03 | V-181 Ariene 5 ES 528    | ATV-001 Jules Verne                                                                     | LEO (ISS)                      | ESA                                                                                            | 19360 kg                                      | Riuscito            |
| 37      | Volo inaugurale della versione ES dell'Ariane 5, che ha lanciato la prima navetta ATV che ha trasportato i rifornimenti per la stazione spaziale internazionale. |                          |                                                                                         |                                |                                                                                                |                                               |                     |
| 38      | 18 aprile 2008 22:17 | V-182 Ariane 5 ECA 539   | Star One C2 Vinasat-1                                                                   | GTO                            | Star One Vietnam Posts and Telecommunications Group (VNPT)                                     | 7762 kg                                       | Riuscito            |
| 38      | Star One C2 è un satellite per le telecomunicazioni di Star One. Vinasat-1 è stato il primo satellite vietnamita ad essere portato in orbita, un satellite per le telecomunicazioni della azienda Vietnam Posts and Telecommunications Group del governo vietnamita. |                          |                                                                                         |                                |                                                                                                |                                               |                     |
| 39      | 12 giugno 2008 22:05 | V-183 Ariane 5 ECA 540   | Skynet 5C Türksat 3A                                                                    | GTO                            | Ministero della difesa britannico Türksat                                                      | 8541 kg                                       | Riuscito            |
| 39      | Skynet 5C è un satellite militare per le telecomunicazioni del Ministero della difesa britannico, appartenente alla costellazione Skynet. Türksat 3A è un satellite per le telecomunicazioni di Türksat. |                          |                                                                                         |                                |                                                                                                |                                               |                     |
| 40      | 7 luglio 2008 21:47 | V-184 Ariane 5 ECA 541   | ProtoStar-1 (Intelsat 25) Badr-6 (Arabsat-4AR)                                          | GTO                            | ProtoStar (Intelsat) Arab Satellite Communications Organization                                | 8639 kg                                       | Riuscito            |
| 40      | ProtoStar-1 è un satellite per le telecomunicazioni di Protostar, venduto successivamente a Intelsat che lo ha rinominato in Intelsat 25. Badr-6 è un satellite per le telecomunicazioni della Arab Satellite Communications Organization, successivamente rinominato in Arabsat-4AR. |                          |                                                                                         |                                |                                                                                                |                                               |                     |
| 41      | 14 agosto 2008 20:44 | V-185 Ariane 5 ECA 542   | Superbird-7 (Superbird C2) AMC-21                                                       | GTO                            | Space Communications Corporation (SKY Perfect JSAT) SES S.A.                                   | 8068 kg                                       | Riuscito            |
| 41      | Superbird-7 è un satellite per le telecomunicazioni di Space Communications Corporation, rinominato in Superbird C2. Space Communications Corporation è stata successivamente acquisita da SKY perfect JSAT. AMC-21 è un satellite per le telecomunicazioni di SES S.A. |                          |                                                                                         |                                |                                                                                                |                                               |                     |
| 42      | 20 dicembre 2008 22:35 | V-186 Ariane 5 ECA 543   | Hot Bird 9 (Hot Bird 13C) Afghansat 1 (Eutelsat W2M)                                    | GTO                            | Eutelsat Governo dell'Afghanistan                                                              | 9220 kg                                       | Riuscito            |
| 42      | Hot Bird 9 è un satellite per le telecomunicazioni di Eutelsat, successivamente rinominato in Hot Bird 13C. Eutelsat W2M è un satellite per le telecomunicazioni di Eutelsat. Quest'ultima ha concluso un accordo con il ministero delle comunicazioni e dell'informazione afgano per l'utilizzo del satellite, successivamente rinominato in Afghansat 1. |                          |                                                                                         |                                |                                                                                                |                                               |                     |
| 43      | 12 febbraio 2009 22:09 | V-187 Ariane 5 ECA 545   | Hot Bird 10 (Eutelsat 33E) NSS-9 Spirale (satellite)-A, Spirale (satellite)-B           | GTO                            | Eutelsat SES New Skies (SES S.A.) Armée française                                              | 8511 kg                                       | Riuscito            |
| 43      | Hot Bird 10 è un satellite per le telecomunicazioni di Eutelsat, successivamente rinominato in Eutelsat 33E. NSS-9 è un satellite per le telecomunicazioni di SES New Skies, ora SES S.A. Spirale-A e Spirale-B (Système Préparatoire Infra-Rouge pour l'ALErte) sono due satelliti militari delle forze armate francesi per l'Early warning system |                          |                                                                                         |                                |                                                                                                |                                               |                     |
| 44      | 14 maggio 2009 13:12 | V-188 Ariane 5 ECA 546   | Herschel Space Observatory Planck Surveyor                                              | Punto di Lagrange L2           | ESA                                                                                            | 3402 kg                                       | Riuscito            |
| 44      | L'Herschel Space Observatory era un telescopio spaziale infrarosso. Planck Surveyor era un telescopio spaziale dedicato allo studio della radiazione cosmica di fondo. |                          |                                                                                         |                                |                                                                                                |                                               |                     |
| 45      | 1 luglio 2009 19:52 | V-189 Ariane 5 ECA 547   | TerreStar-1                                                                             | GTO                            | TerreStar Corporation                                                                          | 7055 kg                                       | Riuscito            |
| 45      | TerreStar-1 è un satellite per le telecomunicazioni di TerreStar Corporation. |                          |                                                                                         |                                |                                                                                                |                                               |                     |
| 46      | 21 agosto 2009 22:09 | V-190 Ariane 5 ECA 548   | JCSAT-12 (JCSAT-RA) Optus D3                                                            | GTO                            | SKY Perfect JSAT Optus                                                                         | 7655 kg                                       | Riuscito            |
| 46      | JCSAT-12 è un satellite per le telecomunicazioni di SKY Perfect JSAT, successivamente rinominato in JCSAT-RA. Optus D3 è un satellite per le telecomunicazioni utilizzato da Optus. |                          |                                                                                         |                                |                                                                                                |                                               |                     |
| 47      | 1 ottobre 2009 21:59 | V-191 Ariane 5 ECA 549   | Amazonas 2 COMSATBw-1                                                                   | GTO                            | HISPASAT Bundeswehr                                                                            | 9087 kg                                       | Riuscito            |
| 47      | Amazonas 2 è un satellite per le telecomunicazioni di HISPASAT.. COMSATBw-1 è un satellite militare per le forze armate tedesche. |                          |                                                                                         |                                |                                                                                                |                                               |                     |
| 48      | 29 ottobre 2009 20:00 | V-192 Ariane 5 ECA 550   | NSS-12 Thor-6                                                                           | GTO                            | SES New Skies (SES S.A.) British Satellite Broadcasting                                        | 9462 kg                                       | Riuscito            |
| 48      | NSS-12 è un satellite per le telecomunicazioni di SES New Skies, ora SES S.A. Thor-6 è un satellite per le telecomunicazioni di British Satellite Broadcasting. |                          |                                                                                         |                                |                                                                                                |                                               |                     |
| 49      | 18 dicembre 2009 16:26 | V-193 Ariane 5 GS 532    | Helios 2B                                                                               | SSO                            | Ministero della difesa francese                                                                | 5954 kg                                       | Riuscito            |
| 49      | Ultimo volo della variante GS. Helios 2B è un satellite militare da ricognizione delle forze armate francesi. |                          |                                                                                         |                                |                                                                                                |                                               |                     |
| 50      | 21 maggio 2010 22:01 | V-194 Ariane 5 ECA 551   | Astra 3B COMSATBw-2                                                                     | GTO                            | SES S.A. Bundeswehr                                                                            | 9116 kg                                       | Riuscito            |
| 50      | Astra 3B è un satellite per le telecomunicazioni della costellazione di satelliti Astra di SES S.A. COMSATBw-2 è un satellite militare per le telecomunicazioni delle forze armate tedesche. |                          |                                                                                         |                                |                                                                                                |                                               |                     |
| 51      | 26 giugno 2010 21:41 | V-195 Ariane 5 ECA 552   | Arabsat-5A Chollian                                                                     | GTO                            | Arab Satellite Communications Organization KARI                                                | 8393 kg                                       | Riuscito            |
| 51      | Arabsat-5A è un satellite per le telecomunicazioni della Arab Satellite Communications Organization. Chollian (Communication, Ocean and Meteorological Satellite) è un satellite sudcoreano per le telecomunicazioni, l'oceanografia e il meteo. |                          |                                                                                         |                                |                                                                                                |                                               |                     |
| 52      | 4 agosto 2010 20:59 | V-196 Ariane 5 ECA 554   | Nilesat 201 RASCOM-QAF 1R                                                               | GTO                            | Nilesat RASCOM                                                                                 | 7085 kg                                       | Riuscito            |
| 52      | Nilesat 201 è un satellite per le telecomunicazioni di Nilesat. RASCOM-QAF 1R è un satellite per le telecomunicazioni della Regional African Satellite Communication Organization. |                          |                                                                                         |                                |                                                                                                |                                               |                     |
| 53      | 28 ottobre 2010 21:51 | V-197 Ariane 5 ECA 555   | Eutelsat W3B BSAT-3b                                                                    | GTO                            | Eutelsat Broadcasting Satellite System Corporation                                             | 8263 kg                                       | Riuscito            |
| 53      | Eutelsat W3B era un satellite per le telecomunicazioni di Eutelsat. Poco dopo il lancio ha avuto un malfunzionamento al suo sistema di propulsione. BSAT-3b è un satellite per le telecomunicazioni della Broadcasting Satellite System Corporation. |                          |                                                                                         |                                |                                                                                                |                                               |                     |
| 54      | 26 novembre 2010 18:39 | V-198 Ariane 5 ECA 556   | Intelsat 17 HYLAS-1                                                                     | GTO                            | Intelsat Avanti Communications                                                                 | 8867 kg                                       | Riuscito            |
| 54      | Intelsat 17 è un satellite per le telecomunicazioni di Intelsat. HYLAS-1 (Highly Adaptable Satellite) è un satellite per le telecomunicazioni di Avanti Communications. |                          |                                                                                         |                                |                                                                                                |                                               |                     |
| 55      | 29 dicembre 2010 21:27 | V-199 Ariane 5 ECA 557   | Koreasat 6 Hispasat-1E                                                                  | GTO                            | KT Corporation Hispasat                                                                        | 9259 kg                                       | Riuscito            |
| 55      | Koreasat 6 è un satellite per le telecomunicazioni della costellazione Koreasat, di KT Corporation. Hispasat-1E è un satellite per le telecomunicazioni di Hispasat. |                          |                                                                                         |                                |                                                                                                |                                               |                     |
| 56      | 16 febbraio 2011 21:50 | V-200 Ariane 5 ES 544    | ATV-002 Johannes Kepler                                                                 | LEO (ISS)                      | ESA                                                                                            | 20050 kg                                      | Riuscito            |
| 56      | Nel 200° volo di un Ariane, è stata lanciata la seconda navetta ATV che ha trasportato i rifornimenti per la stazione spaziale internazionale. |                          |                                                                                         |                                |                                                                                                |                                               |                     |
| 57      | 22 aprile 2011 21:37 | VA-201 Ariane 5 ECA 558  | Yahsat 1A New Dawn                                                                      | GTO                            | Al Yah Satellite Communications Intelsat                                                       | 10064 kg                                      | Riuscito            |
| 57      | Il lancio è stato rinviato a causa di un malfunzionamento nel propulsore Vulcan. Yahsat 1A è un satellite per le telecomunicazioni di Al Yah Satellite Communications. New Dawn è un satellite per le telecomunicazioni di Intelsat, successivamente rinominato in Intelsat 28. A causa del mancato dispiegamento dell'antenna in banda C, la funzionalità del satellite è stata compromessa. |                          |                                                                                         |                                |                                                                                                |                                               |                     |
| 58      | 20 maggio 2011 20:38 | VA-202 Ariane 5 ECA 559  | ST-2 GSAT-8                                                                             | GTO                            | ST-2 Satellite Ventures/ INSAT                                                                 | 9013 kg                                       | Riuscito            |
| 58      | ST-2 è un satellite per le telecomunicazioni di ST-2 Satellite Ventures, una joint venture tra SingTel e Chunghwa Telecom. GSAT-8 è un satellite per le telecomunicazioni di INSAT. |                          |                                                                                         |                                |                                                                                                |                                               |                     |
| 59      | 6 agosto 2011 22:52 | VA-203 Ariane 5 ECA 560  | Astra 1N JCSAT-110R (BSAT-3c)                                                           | GTO                            | SES S.A. Broadcasting Satellite System Corporation                                             | 9095 kg                                       | Riuscito            |
| 59      | Astra 1N è un satellite per le telecomunicazioni della costellazione di satelliti Astra di SES S.A. BSAT-3c è un satellite per le telecomunicazioni della Broadcasting Satellite System Corporation. |                          |                                                                                         |                                |                                                                                                |                                               |                     |
| 60      | 21 settembre 2011 21:38 | VA-204 Ariane 5 ECA 561  | Arabsat-5C SES-2                                                                        | GTO                            | Arab Satellite Communications Organization SES World Skies (SES S.A.)                          | 8974 kg                                       | Riuscito            |
| 60      | Arabsat-5c è un satellite per le telecomunicazioni della Arab Satellite Communications Organization. SES-2 è un satellite per le telecomunicazioni di SES World Skies, ora SES S.A. |                          |                                                                                         |                                |                                                                                                |                                               |                     |
| 61      | 23 March 2012 04:34 | VA-205 Ariane 5 ES 553   | ATV-003 Edoardo Amaldi                                                                  | LEO (ISS)                      | ESA                                                                                            | 20060 kg                                      | Riuscito            |
| 61      | L'ATV-003 Edoardo Amaldi era una navetta ATV che ha trasportato i rifornimenti alla stazione spaziale internazionale. |                          |                                                                                         |                                |                                                                                                |                                               |                     |
| 62      | 15 maggio 2012 22:13 | VA-206 Ariane 5 ECA 562  | JCSAT-4B (JCSAT-13) Vinasat-2                                                           | GTO                            | SKY Perfect JSAT VNPT                                                                          | 8381 kg                                       | Riuscito            |
| 62      | JCSAT-4B, precedentemente chiamato JCSAT-13, è un satellite per le telecomunicazioni di SKY Perfect JSAT. Vinasat-2 è il secondo satellite vietnamita ad essere messo in orbita. È un satellite per le telecomunicazioni di Vietnam Posts and Telecommunications Group. |                          |                                                                                         |                                |                                                                                                |                                               |                     |
| 63      | 5 luglio 2012 21:36 | VA-207 Ariane 5 ECA 563  | Jupiter 1 (EchoStar XVII) MSG-3 (Meteosat 10)                                           | GTO                            | Hughes Network Systems (EchoStar) ESA/EUMETSAT                                                 | 9647 kg                                       | Riuscito            |
| 63      | Jupiter 1 è un satellite per telecomunicazioni di Hughes Network Systems. Dopo l'acquisizione da parte di EchiStar, il satellite è stato rinominato EchoStar XVII. MGS-3, noto anche come Meteosat 10, è un satellite meteorologico di seconda generazione appartenente alla costellazione Meteosat. |                          |                                                                                         |                                |                                                                                                |                                               |                     |
| 64      | 2 agosto 2012 20:54 | VA-208 Ariane 5 ECA 564  | Intelsat 20 HYLAS 2                                                                     | GTO                            | Intelsat Avanti Communications                                                                 | 10182 kg                                      | Riuscito            |
| 64      | Intelsat 20 è un satellite per telecomunicazioni di Intelsat. HYLAS-2 (Highly Adaptable Satellite) è un satellite per le telecomunicazioni di Avanti Communications. |                          |                                                                                         |                                |                                                                                                |                                               |                     |
| 65      | 28 settembre 2012 21:18 | VA-209 Ariane 5 ECA 565  | Astra 2F GSAT-10                                                                        | GTO                            | SES S.A. INSAT                                                                                 | 10211 kg                                      | Riuscito            |
| 65      | Astra 2F è un satellite per le telecomunicazioni della costellazione di satelliti Astra di SES S.A.. GSAT-10 è un satellite per le telecomunicazioni della Indian National Satellite System (INSAT). |                          |                                                                                         |                                |                                                                                                |                                               |                     |
| 66      | 10 novembre 2012 21:05 | VA-210 Ariane 5 ECA 566  | Eutelsat 21B Star One C3                                                                | GTO                            | Eutelsat Star One                                                                              | 9216 kg                                       | Riuscito            |
| 66      | Eutelsat 21B è un satellite per le telecomunicazioni di Eutelsat. Star One C3 è un satellite per le telecomunicazioni di Star One. |                          |                                                                                         |                                |                                                                                                |                                               |                     |
| 67      | 19 dicembre 2012 21:49 | VA-211 Ariane 5 ECA 567  | Skynet 5D Mexsat-3                                                                      | GTO                            | Ministero della difesa britannico, MEXSAT                                                      | 8637 kg                                       | Riuscito            |
| 67      | Skynet 5D è un satellite militare per le telecomunicazioni del Ministero della difesa britannico, appartenente alla costellazione Skynet. Mexsat-3 è un satellite per le telecomunicazioni appartenente alla costellazione Mexican Satellite System (MEXSAT). |                          |                                                                                         |                                |                                                                                                |                                               |                     |
| 68      | 7 febbraio 2013 21:36 | VA-212 Ariane 5 ECA 568  | Amazonas 3 Azerspace-1/Africasat-1a                                                     | GTO                            | Hispasat Azercosmos                                                                            | 10350 kg                                      | Riuscito            |
| 68      | Amazonas 3 è un satellite per le telecomunicazioni di Hispasat. Azerspace-1/Africasat-1a è il primo satellite per le telecomunicazioni della Repubblica dell'Azerbaigian. |                          |                                                                                         |                                |                                                                                                |                                               |                     |
| 69      | 5 giugno 2013 21:52 | VA-213 Ariane 5 ES 592   | ATV-004 Albert Einstein                                                                 | LEO (ISS)                      | ESA                                                                                            | 20252 kg                                      | Riuscito            |
| 69      | L'ATV-004 Albert Einstein era una navetta ATV che ha trasportato i rifornimenti alla stazione spaziale internazionale. |                          |                                                                                         |                                |                                                                                                |                                               |                     |
| 70      | 25 luglio 2013 19:54 | VA-214 Ariane 5 ECA 569  | Alphasat I-XL (Inmarsat XL, Inmarsat-4A F4) INSAT-3D                                    | GTO                            | ESA/Inmarsat ISRO                                                                              | 9760 kg                                       | Riuscito            |
| 70      | Alphasat I-XL è un satellite per le telecomunicazioni e per la dimostrazione tecnologica, il primo ad utilizzare la piattaforma europea Alphabus, sviluppata nell'ambito del programma Advanced Research in Telecommunications Systems. È conosciuto anche come Inmarsat XL o Inmarsat-4A F4. INSAT-3D è un satellite meteorologico e per le operazioni di ricerca e soccorso. |                          |                                                                                         |                                |                                                                                                |                                               |                     |
| 71      | 29 agosto 2013 20:30 | VA-215 Ariane 5 ECA 570  | Eutelsat 25B (Es'hail 1) GSAT-7 (INSAT-4F)                                              | GTO                            | Es'hailSat Marina militare dell'India                                                          | 9790 kg                                       | Riuscito            |
| 71      | Eutelsat 25B è un satellite per le telecomunicazioni di Eutelsat, successivamente venduto all'operatore satellitare Es'hailSat e rinominato Es'hail 1. Questo è il primo satellite qatariota. GSAT-7 è un satellite militare per le telecomunicazioni utilizzato dalla marina militare dell'India. |                          |                                                                                         |                                |                                                                                                |                                               |                     |
| 72      | 6 febbraio 2014 21:30 | VA-217 Ariane 5 ECA 572  | ABS-2 Athena-Fidus                                                                      | GTO                            | Asia Broadcast Satellite Ministero della difesa italiano/ministero della difesa francese       | 10214 kg                                      | Riuscito            |
| 72      | ABS-2 è un satellite che fornisce servizi di tipo Fixed-satellite service di Asia Broadcast Satellite. Athena-Fidus (Access on theatres for European allied forces nations-French Italian dual use satellite) è un satellite italo-francese per le telecomunicazioni militari e civili, sviluppato da CNES e ASI. |                          |                                                                                         |                                |                                                                                                |                                               |                     |
| 73      | 22 marzo 2014 22:04 | VA-216 Ariane 5 ECA 571  | Astra 5B Amazonas 4A                                                                    | GTO                            | SES S.A. Hispasat                                                                              | 9579 kg                                       | Riuscito            |
| 73      | Astra 5B è un satellite per le telecomunicazioni della costellazione di satelliti Astra di SES S.A.. Amazonas 4A è un satellite per le telecomunicazioni di HISPASAT. |                          |                                                                                         |                                |                                                                                                |                                               |                     |
| 74      | 29 luglio 2014 23:47 | VA-219 Ariane 5 ES 593   | ATV-005 Georges Lemaître                                                                | LEO (ISS)                      | ESA                                                                                            | 20293 kg                                      | Riuscito            |
| 74      | L'ATV-005 Georges Lemaître era una navetta ATV che ha trasportato i rifornimenti alla stazione spaziale internazionale. |                          |                                                                                         |                                |                                                                                                |                                               |                     |
| 75      | 11 settembre 2014 22:05 | VA-218 Ariane 5 ECA 573  | MEASAT-3b Optus 10                                                                      | GTO                            | MEASAT Satellite Systems Optus                                                                 | 10088 kg                                      | Riuscito            |
| 75      | MEASAT-3b è un sistema per le telecomunicazioni di MEASAT Satellite Systems. Optus 10 è un satellite per le telecomunicazioni di Optus. |                          |                                                                                         |                                |                                                                                                |                                               |                     |
| 76      | 16 ottobre 2014 21:43 | VA-220 Ariane 5 ECA 574  | Intelsat 30 ARSAT-1                                                                     | GTO                            | Intelsat INVAP                                                                                 | 10060 kg                                      | Riuscito            |
| 76      | Intelsat 30 è un satellite per le telecomunicazioni di Intelsat. ARSAT-1 è un satellite per le telecomunicazioni argentino di INVAP. |                          |                                                                                         |                                |                                                                                                |                                               |                     |
| 77      | 6 dicembre 2014 20:40 | VA-221 Ariane 5 ECA 575  | DirecTV-14 (T14) GSAT-16                                                                | GTO                            | DirecTV INSAT                                                                                  | 10210 kg                                      | Riuscito            |
| 77      | DirecTV-14, successivamente rinominato in T14, è un satellite per le telecomunicazioni di DirecTV. GSAT-16 è un satellite per le telecomunicazioni della Indian National Satellite System (INSAT). |                          |                                                                                         |                                |                                                                                                |                                               |                     |
| 78      | 26 aprile 2015 20:00 | VA-222 Ariane 5 ECA 576  | Thor 7 SICRAL-2                                                                         | GTO                            | British Satellite Broadcasting Ministero della difesa italiano/ministero della difesa francese | 9852 kg                                       | Riuscito            |
| 78      | Thor 7 è un satellite per le telecomunicazioni appartenente alla costellazione Thor di British Satellite Broadcasting. SICRAL-2 è un satellite italo-francese per le telecomunicazioni militari. |                          |                                                                                         |                                |                                                                                                |                                               |                     |
| 79      | 27 maggio 2015 21:16 | VA-223 Ariane 5 ECA 577  | DirecTV-15 SKYM-1                                                                       | GTO                            | DirecTV Sky México                                                                             | 9960 kg                                       | Riuscito            |
| 79      | DirecTV-15 è un satellite per le telecomunicazioni di DirecTV. SKYM-1 è un satellite per le telecomunicazioni di Sky México. |                          |                                                                                         |                                |                                                                                                |                                               |                     |
| 80      | 15 luglio 2015 21:42 | VA-224 Ariane 5 ECA 578  | Star One C4 MSG-4 (Meteosat 11)                                                         | GTO                            | Star One EUMETSAT                                                                              | 8587 kg                                       | Riuscito            |
| 80      | Star One C4 è un satellite per le telecomunicazioni di Star One. Il satellite MSG-4, noto anche come Meteosat 11, è un satellite meteorologico di seconda generazione di EUMETSAT, della costellazione Meteosat. |                          |                                                                                         |                                |                                                                                                |                                               |                     |
| 81      | 20 agosto 2015 20:34 | VA-225 Ariane 5 ECA 579  | Eutelsat 8 West B Intelsat 34                                                           | GTO                            | Eutelsat Intelsat                                                                              | 9922 kg                                       | Riuscito            |
| 81      | Eutelsat 8 West B è un satellite per le telecomunicazioni di Eutelsat. Intelsat 34 è un satellite per le telecomunicazioni di Intelsat. |                          |                                                                                         |                                |                                                                                                |                                               |                     |
| 82      | 30 settembre 2015 20:30 | VA-226 Ariane 5 ECA 580  | Sky Muster I (NBN-Co 1A) ARSAT-2                                                        | GTO                            | National Broadband Network INVAP                                                               | 10203 kg                                      | Riuscito            |
| 82      | Sky Muster I è un satellite per le telecomunicazioni di National Broadband Network. ARSAT-2 è un satellite per le telecomunicazioni di INVAP. |                          |                                                                                         |                                |                                                                                                |                                               |                     |
| 83      | 10 novembre 2015 21:34 | VA-227 Ariane 5 ECA 581  | Arabsat 6B GSAT-15                                                                      | GTO                            | Arabsat INSAT                                                                                  | 9810 kg                                       | Riuscito            |
| 83      | Arabsat 6B è un satellite per le telecomunicazioni della Arab Satellite Communications Organization (Arabsat). GSAT-15 è un satellite per le telecomunicazioni della Indian National Satellite System (INSAT). |                          |                                                                                         |                                |                                                                                                |                                               |                     |
| 84      | 27 gennaio 2016 23:20 | VA-228 Ariane 5 ECA 583  | Intelsat 29e (IS-29e)                                                                   | GTO                            | Intelsat                                                                                       | 6700 kg                                       | Riuscito            |
| 84      | Intelsat 29e è un satellite per le telecomunicazioni di Intelsat. |                          |                                                                                         |                                |                                                                                                |                                               |                     |
| 85      | 9 marzo 2016 05:20 | VA-229 Ariane 5 ECA 582  | Eutelsat 65 West A                                                                      | GTO                            | Eutelsat                                                                                       | 6707 kg                                       | Riuscito            |
| 85      | Eutelsat 65 West A è un satellite per le telecomunicazioni di Eutelsat. |                          |                                                                                         |                                |                                                                                                |                                               |                     |
| 86      | 18 giugno 2016 21:38 | VA-230 Ariane 5 ECA 584  | EchoStar 18 BRISat                                                                      | GTO                            | EchoStar Bank Rakyat Indonesia                                                                 | 10730 kg                                      | Riuscito            |
| 86      | EchoStar 18 è un satellite per le telecomunicazioni di EchoStar Corporation. BRISat (Bank Rakyat Indonesia Satellite) è il primo satellite di una istituzione finanziaria, la Bank Rakyat Indonesia. |                          |                                                                                         |                                |                                                                                                |                                               |                     |
| 87      | 24 agosto 2016 22:16 | VA-232 Ariane 5 ECA 586  | Intelsat 33e Intelsat 36                                                                | GTO                            | Intelsat                                                                                       | 10735 kg                                      | Riuscito            |
| 87      | Intelsat 33e e Intelsat 36 sono due satelliti per le telecomunicazioni di Intelsat. Il motore d'apogeo di Intelsat 33e, che ha lo scopo di portare il satellite dall'orbita di trasferimento geostazionaria all'orbita finale, ha avuto un malfunzionamento. Per questo motivo si è utilizzato in modo sperimentale il reaction control system per modificare l'orbita del satellite. Successivamente, altri problemi ai propulsori hanno accorciato la vita operativa del satellite di 3 anni e mezzo. |                          |                                                                                         |                                |                                                                                                |                                               |                     |
| 88      | 5 ottobre 2016 20:30 | VA-231 Ariane 5 ECA 585  | Sky Muster II (NBN Co-1B) GSAT-18                                                       | GTO                            | National Broadband Network INSAT                                                               | 10663 kg                                      | Riuscito            |
| 88      | Sky Muster II, noto anche come NBN Co-1B, è un satellite per le telecomunicazioni di National Broadband Network. GSAT-18 è un satellite per le telecomunicazioni della Indian National Satellite System (INSAT). |                          |                                                                                         |                                |                                                                                                |                                               |                     |
| 89      | 17 novembre 2016 13:06 | VA-233 Ariane 5 ES 594   | Galileo GSAT0207 (Antonianna), GSAT0212 (Lisa), GSAT0213 (Kimberley), GSAT0214 (Tijmen) | MEO                            | ESA                                                                                            | 3290 kg                                       | Riuscito            |
| 89      | I satelliti fanno parte della costellazione Galileo di satelliti per il posizionamento globale europeo. |                          |                                                                                         |                                |                                                                                                |                                               |                     |
| 90      | 21 dicembre 2016 20:30 | VA-234 Ariane 5 ECA 587  | Star One D1 JCSAT-15                                                                    | GTO                            | Star One SKY Perfect JSAT                                                                      | 10722 kg                                      | Riuscito            |
| 90      | Star One D1 è un satellite per le telecomunicazioni di Star One. JCSAT-15 è un satellite per le telecomunicazioni di SKY Perfect JSAT. |                          |                                                                                         |                                |                                                                                                |                                               |                     |
| 91      | 14 febbraio 2017 21:39 | VA-235 Ariane 5 ECA 588  | SkyBrasil 1 (Intelsat 32e, IS 32e) Telkom 3S                                            | GTO                            | DirecTV Telkom Indonesia                                                                       | 10485 kg                                      | Riuscito            |
| 91      | SkyBrasil 1, noto anche come Intelsat 32e o IS 32e, è un satellite per le telecomunicazioni di DirecTV. Telkom 3S è un satellite per le telecomunicazioni di Telkom Indonesia. |                          |                                                                                         |                                |                                                                                                |                                               |                     |
| 92      | 4 maggio 2017 21:50 | VA-236 Ariane 5 ECA 589  | Koreasat 7 SGDC-1                                                                       | GTO                            | KT Corporation Telebrás/Forças Armadas Brasileiras                                             | 10289 kg                                      | Riuscito            |
| 92      | Koreaset 7 è un satellite per le telecomunicazioni sudcoreano di KT Corporation. SGDC-1 (Satélite Geoestacionário de Defesa e Comunicações Estratégicas) è un satellite per le telecomunicazioni sia civili che militari utilizzato da Telebrás e dalle forze armate brasiliane. |                          |                                                                                         |                                |                                                                                                |                                               |                     |
| 93      | 1 giugno 2017 23:45 | VA-237 Ariane 5 ECA 590  | ViaSat 2 Eutelsat 172B                                                                  | GTO                            | Viasat Eutelsat                                                                                | 10865 kg                                      | Riuscito            |
| 93      | Eutelsat 172B è un satellite per le telecomunicazioni di Eutelsat. Viasat-2 è un satellite per le telecomunicazioni di Viasat. Il satellite ViaSat-2 ha avuto un malfunzionamento alla antenna, che ha causato una diminuzione del 15% del suo throughput. |                          |                                                                                         |                                |                                                                                                |                                               |                     |
| 94      | 28 giugno 2017 21:15 | VA-238 Ariane 5 ECA 591  | Inmarsat S-Europasat/Hellas-Sat 3 GSAT-17                                               | GTO                            | Inmarsat/Hellas Sat INSAT                                                                      | 10177 kg                                      | Riuscito            |
| 94      | Inmarsat S-Europasat/Hellas-Sat 3 è un satellite condiviso, ovvero un satellite che ospita due carichi utili su una stessa piattaforma satellitare. In questo caso il satellite fornisce servizi Fixed Satellite Services (FSS) e Broadcast Satellite Services (BSS) in banda S e in banda Ka per Inmarsat e servizi di telecomunicazione in banda Ku e banda Ka per Hellas-Sat. GSAT-17 è un satellite per le telecomunicazioni della Indian National Satellite System per servizi di ricerca e soccorso. |                          |                                                                                         |                                |                                                                                                |                                               |                     |
| 95      | 29 settembre 2017 21:56 | VA-239 Ariane 5 ECA 5100 | Intelsat 37e (IS-37e) BSAT-4a                                                           | GTO                            | Intelsat B-SAT                                                                                 | 10838 kg                                      | Riuscito            |
| 95      | Il lancio è stato rinviato a pochi secondi dal decollo a causa di un guasto elettrico in uno dei razzi ausiliari. Intelsat 37e, noto anche come IS-37a, è un satellite per telecomunicazioni che opera in banda C, banda Ku e banda Ka di Intelsat. BSAT-4a è un satellite per le telecomunicazioni della Broadcasting Satellite System Corporation. |                          |                                                                                         |                                |                                                                                                |                                               |                     |
| 96      | 12 dicembre 2017 18:36 | VA-240 Ariane 5 ES 595   | Galileo GSAT0215 (Nicole), GSAT0216 (Zofia), GSAT0217 (Alexandre), GSAT0218 (Irina)     | MEO                            | ESA                                                                                            | 3282 kg                                       | Riuscito            |
| 96      | I satelliti fanno parte della costellazione Galileo di satelliti per il posizionamento globale europeo. |                          |                                                                                         |                                |                                                                                                |                                               |                     |
| 97      | 25 gennaio 2018 22:20 | VA-241 Ariane 5 ECA 5101 | SES-14 GOLD Al Yah 3                                                                    | GTO                            | SES S.A. NASA AlYahsat                                                                         | 9123 kg                                       | Fallimento parziale |
| 97      | Un malfunzionamento delle piattaforme inerziali ha causato una deviazione nella traiettoria prevista del lanciatore. Il controllo missione ha perso la telemetria dopo 9 minuti e 30 secondi dal lancio. I satelliti si sono separati dalla stadio superiore ma sono stati inseriti su un'orbita errata. SES-14, un satellite per le telecomunicazioni di SES S.A. ha raggiunto l'orbita prevista utilizzando i propri propulsori e consumando una bassa quantità di propellente. Tuttavia Al Yah 3, un satellite per le telecomunicazioni di AlYahsat, ha richiesto una quantità di propellente superiore, che ha ridotto del 50% la sua vita operativa. |                          |                                                                                         |                                |                                                                                                |                                               |                     |
| 98      | 5 aprile 2018 21:34 | VA-242 Ariane 5 ECA 5102 | Superbird-8/DSN 1 (Superbird-B3) HYLAS-4                                                | GTO                            | SKY Perfect JSAT/Ministero della difesa giapponese Avanti Communications                       | 10260 kg                                      | Riuscito            |
| 98      | Superbird 8, rinominato dopo il lancio Superbird B3, è un satellite per le telecomunicazioni in banda Ku e banda Ka. Il satellite contiene anche il modulo DSN 1, per le telecomunicazioni militari in banda X utilizzato dal ministero della difesa giapponese. HYLAS-4 (Highly Adaptable Satellite) è un satellite per le telecomunicazioni di Avanti Communications. |                          |                                                                                         |                                |                                                                                                |                                               |                     |
| 99      | 25 luglio 2018 11:25 | VA-244 Ariane 5 ES 596   | Galileo GSAT0219 (Tara), GSAT0220 (Samuel), GSAT0221 (Anna), GSAT0222 (Ellen)           | MEO                            | ESA                                                                                            | 3379 kg                                       | Riuscito            |
| 99      | I satelliti fanno parte della costellazione Galileo di satelliti per il posizionamento globale europeo. Ultimo volo della versione ES. |                          |                                                                                         |                                |                                                                                                |                                               |                     |
| 100     | 25 settembre 2018 22:38 | VA-243 Ariane 5 ECA 5103 | Horizons-3e Azerspace-2 (Intelsat 38)                                                   | GTO                            | Horizons Satellite (Intelsat/SKY Perfect JSAT) Azercosmos/Intelsat                             | 10827 kg                                      | Riuscito            |
| 100     | Centesima missione dell'Ariane 5. Horizons-3e è un satellite per le telecomunicazioni di Horizons Satellite, una joint venture tra Intelsat e SKY Perfect JSAT. Azerspace-2, noto anche con il nome di Intelsat 38, è un satellite per le telecomunicazioni di Azercosmos e Intelsat. |                          |                                                                                         |                                |                                                                                                |                                               |                     |
| 101     | 20 ottobre 2018 01:45 | VA-245 Ariane 5 ECA 5105 | BepiColombo                                                                             | Eliocentrica                   | ESA/JAXA                                                                                       | 4081 kg                                       | Riuscito            |
| 101     | BepiColombo è una sonda europea per lo studio del pianeta Mercurio in collaborazione tra l'agenzia spaziale europea e quella giapponese. |                          |                                                                                         |                                |                                                                                                |                                               |                     |
| 102     | 4 dicembre 2018 20:37 | VA-246 Ariane 5 ECA 5104 | GSAT-11 GEO-KOMPSAT 2A (GK 2A, Cheollian 2A)                                            | GTO                            | INSAT KARI                                                                                     | 10298 kg                                      | Riuscito            |
| 102     | GSAT-11 è un satellite per le telecomunicazioni della Indian National Satellite System (INSAT). GEO-KOMPSAT 2A è un satellite multifunzione sudcoreano, principalmente impiegato come satellite meteorologico. |                          |                                                                                         |                                |                                                                                                |                                               |                     |
| 103     | 5 febbraio 2019 21:01 | VA-247 Ariane 5 ECA 5106 | GSAT-31 SaudiGeoSat-1/HellasSat-4                                                       | GTO                            | INSAT Arabsat/Hellas Sat                                                                       | 10018 kg                                      | Riuscito            |
| 103     | GSAT-31 è un satellite per le telecomunicazioni della INSAT.. SaudiGeoSat-1/HellasSat-4 è un satellite condiviso che possiede il modulo SaudiGeoSat-1 che fornisce servizi di telecomunicazione in banda Ka per la città della scienza e della tecnologia Re Abdulaziz e il modulo HellasSat-4 che fornisce servizi di telecomunicazione in banda Ku per Hellas Sat. |                          |                                                                                         |                                |                                                                                                |                                               |                     |
| 104     | 20 giugno 2019 21:43 | VA-248 Ariane 5 ECA 5107 | DirecTV-16 Eutelsat 7C                                                                  | GTO                            | DirecTV Eutelsat                                                                               | 10594 kg                                      | Riuscito            |
| 104     | DirecTV-16 e Eutelsat 7C sono due satelliti per le telecomunicazioni per DirecTV e per Eutelsat. |                          |                                                                                         |                                |                                                                                                |                                               |                     |
| 105     | 6 agosto 2019 19:30 | VA-249/Ariane 5 ECA 5108 | EDRS-C/HYLAS-3 Intelsat 39                                                              | GTO                            | ESA/Avanti Communications Intelsat                                                             | 10594 kg                                      | Riuscito            |
| 105     | EDRS-C/HYLAS-3 è un satellite condiviso. Il modulo EDRS-C fornisce servizi per le telecomunicazioni in banda Ka, e appartiene al network European Data Relay System. Il modulo HYLAS-3 fornisce servizi di telecomunicazione in banda Ka per Avanti Communications. Intelsat 39 è un satellite per le telecomunicazioni di Intelsat. |                          |                                                                                         |                                |                                                                                                |                                               |                     |
| 106     | 26 novembre 2019 21:23 | VA-250 Ariane 5 ECA 5109 | Inmarsat-5 F5 (GX 5) TIBA-1                                                             | GTO                            | Inmarsat Governo dell'Egitto                                                                   | 10495 kg                                      | Riuscito            |
| 106     | Inmarsat-5 F5 (GX 5) è un satellite per le telecomunicazioni in banda Ka di InmarSat. TIBA-1 è un satellite per le telecomunicazioni sicure in banda Ka per il governo egiziano. |                          |                                                                                         |                                |                                                                                                |                                               |                     |
| 107     | 16 gennaio 2020 21:05 | VA-251 Ariane 5 ECA 5110 | Eutelsat Konnect (African Broadband Satellite) GSAT-30                                  | GTO                            | Eutelsat INSAT                                                                                 | 7888 kg                                       | Riuscito            |
| 107     | Eutelsat Konnect è un satellite per le telecomunicazioni di Eutelsat. GSAT-30 è un satellite per le telecomunicazioni della INSAT |                          |                                                                                         |                                |                                                                                                |                                               |                     |
| 108     | 18 febbraio 2020 22:18 | VA-252 Ariane 5 ECA 5111 | JCSAT-17 GEO-KOMPSAT 2B                                                                 | GTO                            | SKY Perfect JSAT KARI                                                                          | 9236 kg                                       | Riuscito            |
| 108     | JCSAT-17 è un satellite per le telecomunicazioni di SKY Perfect JSAT. GEO-KOMPSAT 2B è un satellite multifunzione sudcoreano per lo studio della superficie oceanica e della chimica dell'atmosfera. |                          |                                                                                         |                                |                                                                                                |                                               |                     |
| 109     | 15 agosto 2020 22:04 | VA-253 Ariane 5 ECA 5112 | Galaxy 30 MEV-2 BSAT-4b                                                                 | GTO                            | Intelsat Northrop Grumman B-SAT                                                                | 10468 kg                                      | Riuscito            |
| 109     | Galaxy 30 è un satellite per le telecomunicazioni di Intelsat appartenente alla costellazione Galaxy. MEV-2 è un veicolo spaziale sperimentale progettato per estendere la vita operativa di un satellite. MEV-2 si è agganciato in orbita al satellite Intelsat 10-02.. BSAT-4b è un satellite per le telecomunicazioni della Broadcasting Satellite System Corporation (B-SAT). |                          |                                                                                         |                                |                                                                                                |                                               |                     |
| 110     | 30 luglio 2021 21:00 | VA-254 Ariane 5 ECA 5113 | Eutelsat Quantum Star One D2                                                            | GTO                            | Eutelsat Star One                                                                              | 10515 kg                                      | Riuscito            |
| 110     | Eutelsat Quantum è un satellite per le telecomunicazioni in banda Ku con la capacità di essere riconfigurato tramite software. In particolare, la potenza e la larghezza di banda possono essere modificati. Eutelsat Quantum è stato sviluppato in collaborazione con ESA e Airbus Defence and Space. Star One D2 è un satellite per le telecomunicazioni di Star One. |                          |                                                                                         |                                |                                                                                                |                                               |                     |
| 111     | 24 ottobre 2021 02:10 | VA-255 Ariane 5 ECA 5115 | SES-17 Syracuse 4A                                                                      | GTO                            | SES S.A. DGA                                                                                   | 11210 kg                                      | Riuscito            |
| 111     | SES-17 è un satellite per le telecomunicazioni di SES S.A. Syracuse 4A è un satellite militare per le telecomunicazioni delle forze armate francesi, appartenente alla nuova generazione dei satelliti Syracuse. |                          |                                                                                         |                                |                                                                                                |                                               |                     |
| 112     | 25 dicembre 2021 12:20 | VA-256 Ariane 5 ECA 5114 | James Webb Space Telescope                                                              | Punto di Lagrange L2           | NASA/ESA/CSA/STScI                                                                             | 6161,4 kg                                     | Riuscito            |
| 112     | Il James Webb Space Telescope è un telescopio spaziale in infrarosso costruito dalla NASA in collaborazione con le agenzie spaziali europea e canadese. |                          |                                                                                         |                                |                                                                                                |                                               |                     |
| 113     | 22 giugno 2022 21:50 | VA-257 Ariane 5 ECA 5116 | MEASAT-3d GSAT-24 (CMS-02)                                                              | GTO                            | MEASAT Satellite Systems NewSpace India Limited (NSIL)                                         | 9829 kg                                       | Riuscito            |
| 113     | MEASAT-3d è un satellite per le telecomunicazioni in banda C, banda Ka e banda Ku di MEASAT Satellite Systems GSAT-24, noto anche come CMS-02, è un satellite per le telecomunicazioni in banda Ku di NewSpace India Limited. |                          |                                                                                         |                                |                                                                                                |                                               |                     |
| 114     | 7 settembre 2022 21:45 | VA-258 Ariane 5 ECA 5117 | Eutelsat Konnect VHTS                                                                   | GTO                            | Eutelsat                                                                                       | 6400 kg                                       | Riuscito            |
| 114     | Eutelsat Konnect Very High Throughput Satellite (VHTS) è un satellite per le telecomunicazioni in banda Ka che fornisce servizi internet ad alta velocità di Eutelsat. |                          |                                                                                         |                                |                                                                                                |                                               |                     |
| 115     | 13 dicembre 2022 20:30 | VA-259 Ariane 5 ECA      | Galaxy 35 Galaxy 36 MTG-I1                                                              | GTO                            | Intelsat EUMETSAT                                                                              | 10972 kg                                      | Riuscito            |
| 115     | Galaxy 35 e Galaxy 36 sono due satelliti per le telecomunicazioni di Intelsat appartenenti alla costellazione Galaxy. Meteosat Third Generation Imager-1 (MTG-I1) è il primo satellite meteorologico di terza generazione di EUMETSAT. |                          |                                                                                         |                                |                                                                                                |                                               |                     |
| 116     | 14 aprile 2023 12:14 | VA-260 Ariane 5 ECA      | JUICE                                                                                   | Sistema di Giove               | ESA                                                                                            | 5963 kg                                       | Riuscito            |
| 116     | Sonda dell'Agenzia spaziale europea per l'esplorazione delle lune di Giove. |                          |                                                                                         |                                |                                                                                                |                                               |                     |
| 117     | 5 luglio 2023 22:00 | VA-261 Ariane 5 ECA      | Syracuse 4B (Comsat-NG 2) Heinrich Hertz (H2Sat)                                        | GTO                            | DGA DLR                                                                                        | 6950 kg                                       | Riuscito            |
| 117     | Satelliti di difesa e comunicazione per Francia e Germania. Ultima missione dell'Ariane 5. |                          |                                                                                         |                                |                                                                                                |                                               |                     |

## Statistiche
Il lanciatore Ariane 5 ha compiuto 117 missioni dal 1996, 112 delle quali ha avuto successo. Tra aprile 2003 e dicembre 2017 Ariane 5 ha volato per 83 volte consecutive senza malfunzionamenti.

### Missioni per anno
MissioniAnno012345671996200020042008201220162020GG+GSESESAMissioni per anno

### Esiti missione principale
MissioniAnno012345671996200020042008201220162020SuccessoFallimento parzialeFallimento missioneEsiti missione principale